# Schefa Tal
Das Buch Schefa Tal (שֶפַע טַל, deutsch: „Überfluss an Tautropfen“) ist ein kabbalistisches Werk des Prager Rabbiners Shabbethai Sheftel Horowitz, Neffe von Jesaja Horovitz.
Das Buch erschien erstmals 1612 in Prag und wurde später 1719 in Frankfurt am Main neu aufgelegt, vermutlich, weil es im Testament seines Cousins Shabbethai Horowitz, Sohn des Jesaja Horovitz und Oberrabbiner in Frankfurt am Main, wärmstens zur Lektüre empfohlen wurde.
Das Buch besteht aus zwei Textsträngen:
- Schefa (שֶפַע): ein Kommentar zum kabbalistischen Werk Iggeret ha-Tammim von Aharon Abraham aus Karitene, das als Text in Quadratschrift von dem Kommentar umgeben ist.
- Tal (טַל) eine weitläufige Erklärung gewisser Stellen des Sohar, der Tikkunim und des Sefer Jetzira, gleichsam als Clavis zu diesen Werken.

Das Werk ist unterteilt in eine Einleitung und acht Teile (שער) mit eigenem Titel (Geheimnis des...), die wiederum in titellose Kapitel (פרק) unterteilt sind.
- Einleitung (הוקדמה בן מאה שנה)
- Teil 1 Geheimnis von zehn, die eins sind und einem das zehn ist (סוד עשר הוא אחד ואחד הוא עשר), umfasst sechs Kapitel
- Teil 2 Geheimnis der zwei Gesichter (סוד דו פרצופין), umfasst fünf Kapitel
- Teil 3 Geheimnis von Atzilut, Briya, Yetzirah und Ashiyah (סוד אצילות בריאה יצירה עשיּה), umfasst zehn Kapitel
- Teil 4 Geheimnis der Seele, des Geistes und des Seelenhauchs (סוד נפש רוח נשמה), umfasst sieben Kapitel
- Teil 5 (י"ב הוויות מּקור שם בן ד׳ ידוד), umfasst vier Kapitel
- Teil 6 Geheimnis von Atzilut Haqtzilut im Geheimnis des Tzimtzum und im Geheimnis der Mochot (סדר אצילות הקצילות בסוד הצמצום ובסוד המוחות), umfasst 16 Kapitel
- Teil 7 Geheimnis des Exils der Shekhinah (סוד גלות השכינה), umfasst zwei Kapitel
- Teil 8 Geheimnis der 50 Tore des Intellekts (סוד ן שערי בינה), umfasst sechs Kapitel